# Barbazul (banda)
Barbazul es una banda de rock de la provincia de Mendoza, Argentina, formada en 1997 inicialmente como grupo tributo a Patricio Rey y sus Redonditos de Ricota, y posteriormente desarrollando una carrera con repertorio propio. La banda ha sido reconocida por su participación en festivales nacionales como el Cosquín Rock, y por haber integrado múltiples disciplinas artísticas en sus presentaciones en vivo.

## Historia
La banda se formó en 1997 con Ricardo Dimaria (bajo y voz), Javier Romero (guitarra) y Matías "Maita" Viñolo (batería). Su debut fue el 8 de febrero de ese año en el café Soul. Poco después se incorporó Marcelo Navarro en saxo. Inicialmente, Barbazul ofrecía tributos a Patricio Rey y sus Redonditos de Ricota, recorriendo escenarios de Mendoza como San Martín, Junín, Rivadavia y Tunuyán, y tocando en pubs, boliches y teatros provinciales.
En el año 2000, la banda presentó por primera vez un repertorio original y grabó su primer demo con temas como "Muller (el rengo)", "Turka", "Cuenta en Berna" y "La suerte del puerco" en estudios Zanessi. Ese mismo año compartieron escenario con La Renga, Bela Lugosi y Arcángel en el C.E.C. de Mendoza, y cerraron el año en el teatro Recreo de Guaymallén.
Durante 2001, participaron en ciclos organizados por FM Rock & Pop y shows a beneficio junto a bandas como Parió la Choca, La Jarillera y Chancho Va. También tocaron junto a Bersuit Vergarabat, Súper Ratones y Kapanga. Tras conocer al saxofonista Sergio Dawi (Redondos, Dosaxos2), fueron presentados a Eduardo Herrera, ingeniero de grabación de los últimos discos de Los Redondos, quien produjo su primer álbum, Salvatore.
El disco se grabó en estudios de Mendoza y Buenos Aires, con la participación de músicos invitados como Guillermo Pereyra (saxo), Gustavo Cano (percusión), y el propio Dawi, quien grabó el saxo soprano en "Pan Árabe". La mezcla fue realizada en estudio Astroman por Herrera, y el mastering estuvo a cargo de Mario Breuer. Salvatore fue distribuido por Cofra Records, y su video "Turka" se emitió en CM y MuchMusic. En 2003 fueron seleccionados para el Pre-Cosquín Rock.
En 2006 lanzaron su segundo disco, 12 elementos, grabado en estudios Fader de Mendoza, con ingeniería de Carlos Beguerie y mastering de Eduardo Bergallo en "Puro Mastering". El álbum se caracteriza por un sonido más crudo y formato de trío, retornando a su formación inicial. En él participaron músicos como Pablo Quiroga, Rodolfo Castagnolo y Facundo Ticera. Ese año tocaron en el Cosquín Rock y el MendoRock junto a bandas como Rata Blanca, Kapanga, León Gieco y Los Tipitos.

En 2007, presentaron el espectáculo multidisciplinario "12 elementos" en el Teatro Mendoza, con más de 25 artistas de música, teatro, escultura, pintura y multimedia. Ese año lanzaron también los videos "Doble pulgar" y "Veo el mundo", dirigidos por Javier Correa. La banda ha sido reconocida por representar una estética musical mendocina con identidad propia.

## Reconocimiento y actualidad
Barbazul ha sido considerada una banda pionera en los homenajes a Patricio Rey en Mendoza y una referente del rock local. En 2017 celebraron sus 20 años de trayectoria con una serie de conciertos conmemorativos. En 2024, el líder y vocalista Ricardo Dimaria presentó su espectáculo solista "Cuyanito bien plantao" en el Teatro Independencia.
En junio de 2024, Barbazul volvió a presentarse con su tradicional tributo a los Redondos en el Parque Metropolitano Sur como parte del ciclo "Noches en el Parque" organizado por la Municipalidad de Maipú. A fines de ese año, los saxofonistas Andy Figueroa y Facu Fernández se incorporaron de manera estable a la formación de la banda.

## Estilo e influencias
El estilo de Barbazul se caracteriza por una fusión de rock alternativo, influencias ricoteras y elementos del rock nacional argentino. Sus primeras presentaciones como banda tributo a Patricio Rey y sus Redonditos de Ricota marcaron una estética que luego fue reinterpretada en sus composiciones originales, incorporando líricas urbanas, riffs potentes y una fuerte impronta escénica.
A lo largo de su discografía, la banda ha explorado distintos matices dentro del rock, desde sonidos más elaborados y experimentales en su primer álbum Salvatore, hasta un enfoque más directo y visceral en 12 elementos, donde adoptan un formato de trío con un sonido más crudo.
Barbazul también ha integrado recursos de otras disciplinas artísticas, como el teatro y las artes visuales, reforzando una identidad musical ligada a lo performático y conceptual.

## Integrantes
- Ricardo Dimaria – bajo y voz
- Javier Romero – guitarra
- Maita Viñolo – batería

## Integrantes estables
- Andy Figueroa – saxo alto y tenor
- Facu Fernández – saxo tenor y armónica
- Ángel Arroyo – multimedia

## Discografía
- Salvatore (2003)
- 12 elementos (2006)